# Kim Midzsong (cselgáncsozó, 1971)
Kim Midzsong (hangul: 김미정, handzsa: 金美廷, RR: Kim Mi-jeong; 1971. március 29. –) világ- és olimpiai bajnok dél-koreai cselgáncsozónő. Az 1992. évi nyári olimpiai játékokon női félnehézsúlyban aranyérmet szerzett. Később bíróként dolgozott.

## Olimpiai szereplése
| Versenyző                   | Versenyszám  | Selejtező                        | Nyolcaddöntő                  | Negyeddöntő                          | Elődöntő                           | Vigaszág nyolcaddöntő | Vigaszág negyeddöntő | Vigaszág elődöntő | Bronz- mérkőzés   | Döntő                         | Helyezés |
| Versenyző                   | Versenyszám  | Ellenfél Eredmény                | Ellenfél Eredmény             | Ellenfél Eredmény                    | Ellenfél Eredmény                  | Ellenfél Eredmény     | Ellenfél Eredmény    | Ellenfél Eredmény | Ellenfél Eredmény | Ellenfél Eredmény             | Helyezés |
| --------------------------- | ------------ | -------------------------------- | ----------------------------- | ------------------------------------ | ---------------------------------- | --------------------- | -------------------- | ----------------- | ----------------- | ----------------------------- | -------- |
| Kim Midzsong (Kim Mi-jeong) | Félnehézsúly | Pujawati Utama (INA) · 1000-0000 | Alison Webb (CAN) · 1000-0000 | Katarzyna Juszczak (POL) · 1100-0000 | Josephine Horton (GBR) · 1100-0000 |                       |                      |                   |                   | Tanabe Jóko (JPN) · 0010-0000 |          |